# Canton de Garonne-Lomagne-Brulhois
Le canton de Garonne-Lomagne-Brulhois est une circonscription électorale française du département de Tarn-et-Garonne.

## Histoire
Un nouveau découpage territorial de Tarn-et-Garonne entre en vigueur à l'occasion des premières élections départementales suivant le décret du 27 février 2014. Les conseillers départementaux sont, à compter de ces élections, élus au scrutin majoritaire binominal mixte. Les électeurs de chaque canton élisent au Conseil départemental, nouvelle appellation du Conseil général, deux membres de sexe différent, qui se présentent en binôme de candidats. Les conseillers départementaux sont élus pour 6 ans au scrutin binominal majoritaire à deux tours, l'accès au second tour nécessitant 12,5 % des inscrits au 1er tour. En outre la totalité des conseillers départementaux est renouvelée. Ce nouveau mode de scrutin nécessite un redécoupage des cantons dont le nombre est divisé par deux avec arrondi à l'unité impaire supérieure si ce nombre n'est pas entier impair, assorti de conditions de seuils minimaux. En Tarn-et-Garonne, le nombre de cantons passe ainsi de 30 à 15.
Le nouveau canton de Garonne-Lomagne-Brulhois est formé de communes des anciens cantons de Lavit (14 communes), d'Auvillar (10 communes), de Saint-Nicolas-de-la-Grave (4 communes) et de Moissac-1 (1 commune). Il est entièrement inclus dans l'arrondissement de Castelsarrasin. Le bureau centralisateur est situé à Saint-Nicolas-de-la-Grave.

## Représentation
| Période élective | Période élective | Mandat | Mandat   | Identité            | Nuance | Nuance | Qualité |
| ---------------- | ---------------- | ------ | -------- | ------------------- | ------ | ------ | --- |
| 2015             | 2021             | 2015   | 2021     | Christian Astruc    |        | DVC    | Agriculteur retraité, conseiller municipal et ancien maire de Dunes Ancien conseiller général du Canton d'Auvillar (1994-2015) Président du Conseil départemental |
| 2015             | 2021             | 2015   | 2021     | Marie-José Mauriège |        | DVC    | Directrice d'école retraitée, Saint-Nicolas-de-la-Grave 1ère Vice-Présidente du Conseil départemental                                                             |
| 2021             | 2028             | 2021   | en cours | Christian Astruc    |        | HOR    | président du Conseil départemental (2015-2021), membre d'Horizons                                                                                                 |
| 2021             | 2028             | 2021   | en cours | Marie-José Mauriege |        | DVC    | Conseillère sortante |

### Résultats détaillés

#### Élections de mars 2015
À l'issue du 1er tour des élections départementales de 2015, trois binômes sont en ballottage : Christian Astruc et Marie-José Mauriege (DVG, 27,98 %), Daniel Akermann et Raymonde Lafon (FN, 22,55 %) et Joël Capayrou et Sylvie Lacan (PRG, 21,28 %). Le taux de participation est de 63,41 % (6 226 votants sur 9 818 inscrits) contre 58,89 % au niveau départemental et 50,17 % au niveau national.
Au second tour, Christian Astruc et Marie-José Mauriege (DVG) sont élus avec 44,22 % des suffrages exprimés et un taux de participation de 63,36 % (2 621 voix pour 6 214 votants et 9 808 inscrits).

#### Élections de juin 2021
Le premier tour des élections départementales de 2021 est marqué par un très faible taux de participation (33,26 % au niveau national). Dans le canton de Garonne-Lomagne-Brulhois, ce taux de participation est de 45,56 % (4 561 votants sur 10 011 inscrits) contre 40,22 % au niveau départemental. À l'issue de ce premier tour, deux binômes sont en ballottage : Christian Astruc et Marie-José Mauriege (DVC, 56 %) et Marie Bernard Maerten et Jean-Paul Terrenne (Union au centre et à gauche, 25,57 %).
Le second tour des élections est marqué une nouvelle fois par une abstention massive équivalente au premier tour. Les taux de participation sont de 34,36 % au niveau national, 41,75 % dans le département et 46,24 % dans le canton de Garonne-Lomagne-Brulhois. Christian Astruc et Marie-José Mauriege (DVC) sont élus avec 69,36 % des suffrages exprimés (3 026 voix pour 4 629 votants et 10 010 inscrits),,.

## Composition
Le canton de Garonne-Lomagne-Brulhois comprend vingt-neuf communes entières.
| Nom                                               | Code Insee | Intercommunalité                    | Superficie (km2) | Population (dernière pop. légale) | Densité (hab./km2) | Modifier                                    |
| ------------------------------------------------- | ---------- | ----------------------------------- | ---------------- | --------------------------------- | ------------------ | ------------------------------------------- |
| Saint-Nicolas-de-la-Grave (bureau centralisateur) | 82169      | CC Terres des Confluences           | 29,34            | 2 287 (2022)                      | 78                 | modifier les données · modifier les données |
| Asques                                            | 82004      | CC de la Lomagne Tarn-et-Garonnaise | 10,61            | 132 (2022)                        | 12                 | modifier les données · modifier les données |
| Auvillar                                          | 82008      | CC des Deux Rives                   | 15,60            | 909 (2022)                        | 58                 | modifier les données · modifier les données |
| Balignac                                          | 82009      | CC de la Lomagne Tarn-et-Garonnaise | 4,09             | 40 (2022)                         | 9,8                | modifier les données · modifier les données |
| Bardigues                                         | 82010      | CC des Deux Rives                   | 11,67            | 239 (2022)                        | 20                 | modifier les données · modifier les données |
| Castelmayran                                      | 82031      | CC Terres des Confluences           | 15,96            | 1 191 (2022)                      | 75                 | modifier les données · modifier les données |
| Castéra-Bouzet                                    | 82034      | CC de la Lomagne Tarn-et-Garonnaise | 17,75            | 122 (2022)                        | 6,9                | modifier les données · modifier les données |
| Caumont                                           | 82035      | CC Terres des Confluences           | 15,22            | 346 (2022)                        | 23                 | modifier les données · modifier les données |
| Donzac                                            | 82049      | CC des Deux Rives                   | 13,17            | 1 039 (2022)                      | 79                 | modifier les données · modifier les données |
| Dunes                                             | 82050      | CC des Deux Rives                   | 23,19            | 1 218 (2022)                      | 53                 | modifier les données · modifier les données |
| Gensac                                            | 82067      | CC de la Lomagne Tarn-et-Garonnaise | 11,59            | 103 (2022)                        | 8,9                | modifier les données · modifier les données |
| Gramont                                           | 82074      | CC de la Lomagne Tarn-et-Garonnaise | 13,58            | 132 (2022)                        | 9,7                | modifier les données · modifier les données |
| Lachapelle                                        | 82083      | CC de la Lomagne Tarn-et-Garonnaise | 10,87            | 119 (2022)                        | 11                 | modifier les données · modifier les données |
| Lavit                                             | 82097      | CC de la Lomagne Tarn-et-Garonnaise | 26,28            | 1 606 (2022)                      | 61                 | modifier les données · modifier les données |
| Malause                                           | 82101      | CC des Deux Rives                   | 11,90            | 1 245 (2022)                      | 105                | modifier les données · modifier les données |
| Mansonville                                       | 82102      | CC des Deux Rives                   | 15,45            | 310 (2022)                        | 20                 | modifier les données · modifier les données |
| Marsac                                            | 82104      | CC de la Lomagne Tarn-et-Garonnaise | 14,89            | 184 (2022)                        | 12                 | modifier les données · modifier les données |
| Maumusson                                         | 82107      | CC de la Lomagne Tarn-et-Garonnaise | 5,04             | 51 (2022)                         | 10                 | modifier les données · modifier les données |
| Merles                                            | 82109      | CC des Deux Rives                   | 7,02             | 201 (2022)                        | 29                 | modifier les données · modifier les données |
| Montgaillard                                      | 82129      | CC de la Lomagne Tarn-et-Garonnaise | 9,50             | 143 (2022)                        | 15                 | modifier les données · modifier les données |
| Le Pin                                            | 82139      | CC des Deux Rives                   | 4,71             | 115 (2022)                        | 24                 | modifier les données · modifier les données |
| Poupas                                            | 82143      | CC de la Lomagne Tarn-et-Garonnaise | 10,26            | 88 (2022)                         | 8,6                | modifier les données · modifier les données |
| Puygaillard-de-Lomagne                            | 82146      | CC de la Lomagne Tarn-et-Garonnaise | 7,08             | 55 (2022)                         | 7,8                | modifier les données · modifier les données |
| Saint-Aignan                                      | 82152      | CC Terres des Confluences           | 4,85             | 407 (2022)                        | 84                 | modifier les données · modifier les données |
| Saint-Cirice                                      | 82158      | CC des Deux Rives                   | 8,92             | 148 (2022)                        | 17                 | modifier les données · modifier les données |
| Saint-Jean-du-Bouzet                              | 82163      | CC de la Lomagne Tarn-et-Garonnaise | 7,74             | 53 (2022)                         | 6,8                | modifier les données · modifier les données |
| Saint-Loup                                        | 82165      | CC des Deux Rives                   | 14,21            | 535 (2022)                        | 38                 | modifier les données · modifier les données |
| Saint-Michel                                      | 82166      | CC des Deux Rives                   | 13,41            | 274 (2022)                        | 20                 | modifier les données · modifier les données |
| Sistels                                           | 82181      | CC des Deux Rives                   | 13,57            | 206 (2022)                        | 15                 | modifier les données · modifier les données |
| Canton de Garonne-Lomagne-Brulhois                | 8204       |                                     | 367,47           | 13 498 (2022)                     | 37                 | modifier les données                        |

## Démographie
En 2022, le canton comptait 13 498 habitants, en évolution de +1,2 % par rapport à 2016 (Tarn-et-Garonne : +3,12 %, France hors Mayotte : +2,11 %).
| 2013   | 2018   | 2022   |
| ------ | ------ | ------ |
| 13 132 | 13 436 | 13 498 |